# Theewaterskloof
Theewaterskloof (officieel Theewaterskloof Local Municipality) is een gemeente in het Zuid-Afrikaanse district Overberg.
Theewaterskloof ligt in de provincie West-Kaap en telt 108.790 inwoners. Op het grondgebied van de gemeente ligt ook de Theewaterskloofdam, een van de grootste stuwmeren die Kaapstad van drinkwater voorzien.

## Hoofdplaatsen
Theewaterskloof is op zijn beurt nog eens verdeeld in tien hoofdplaatsen (Afrikaans: nedersettings) en de hoofdstad van de gemeente is de hoofdplaats Caledon.
- Botrivier
- Caledon
- Dennehof
- Elgin
- Genadendal
- Grabouw
- Greyton
- Riviersonderend
- Tesselaarsdal
- Villiersdorp